# Ferme-musée Glims
La ferme-musée Glims (finnois : Talomuseo Glims) est une ancienne ferme dans le quartier de Karvasmäki à Espoo en Finlande,.

## Description
Le musée Glims est situé au centre d'Espoo, près de l'Hôpital de Jorvi et près de l'ancienne route Helsinki-Turku, dite Route royale.
La rivière Glimsinjoki coule près du musée.
Le musée Glims a fonctionné comme une ferme depuis au moins du XVIe siècle jusqu'au début du XXe siècle.
Le musée se compose de 11 bâtiments à leur emplacement d'origine, dont les plus anciens datent du XVIIIe siècle.
La ferme a été transformée en musée en 1958.
La maison-musée Glims fait partie du Musée municipal (fi).

## Galerie

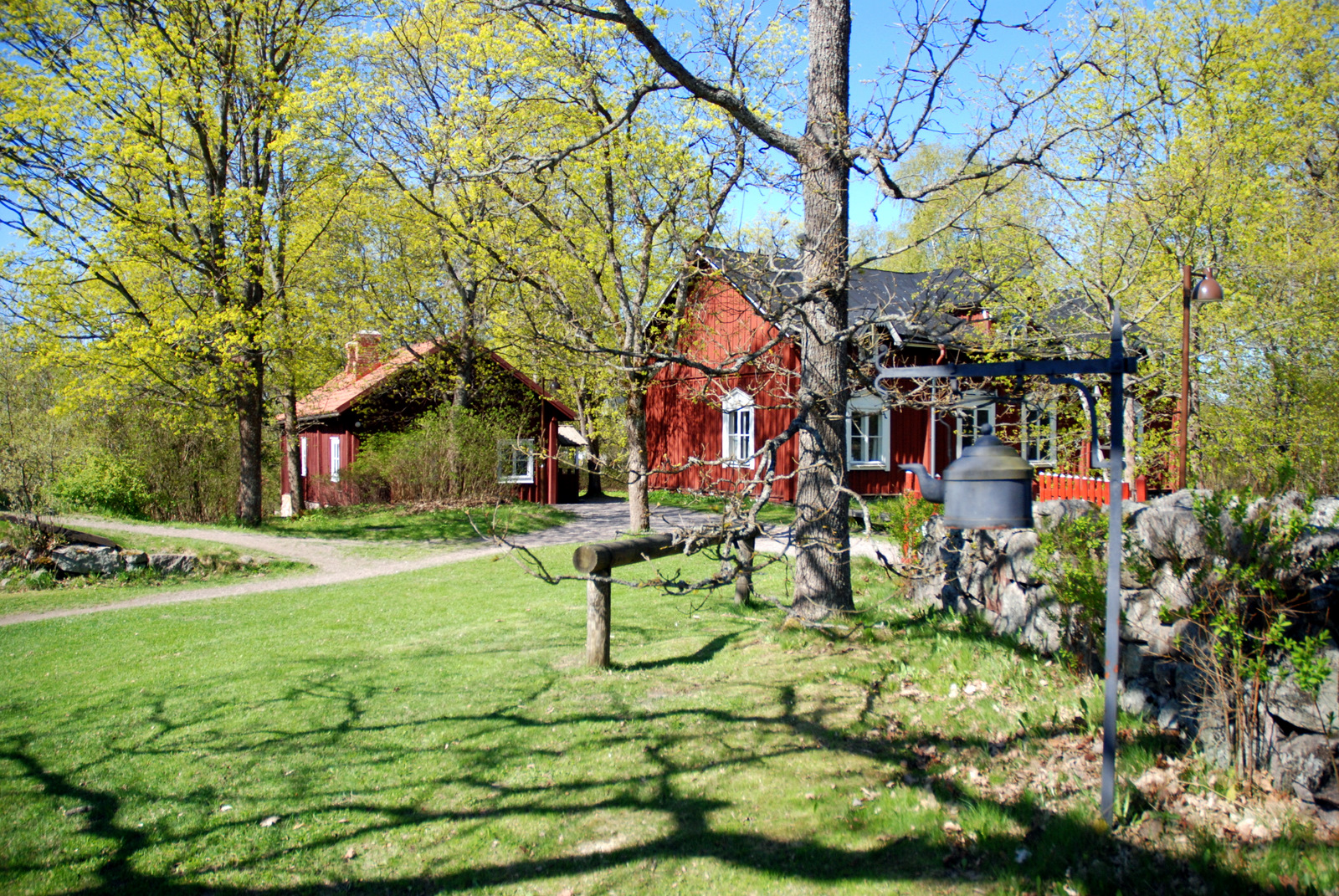
Bâtiments du musée.
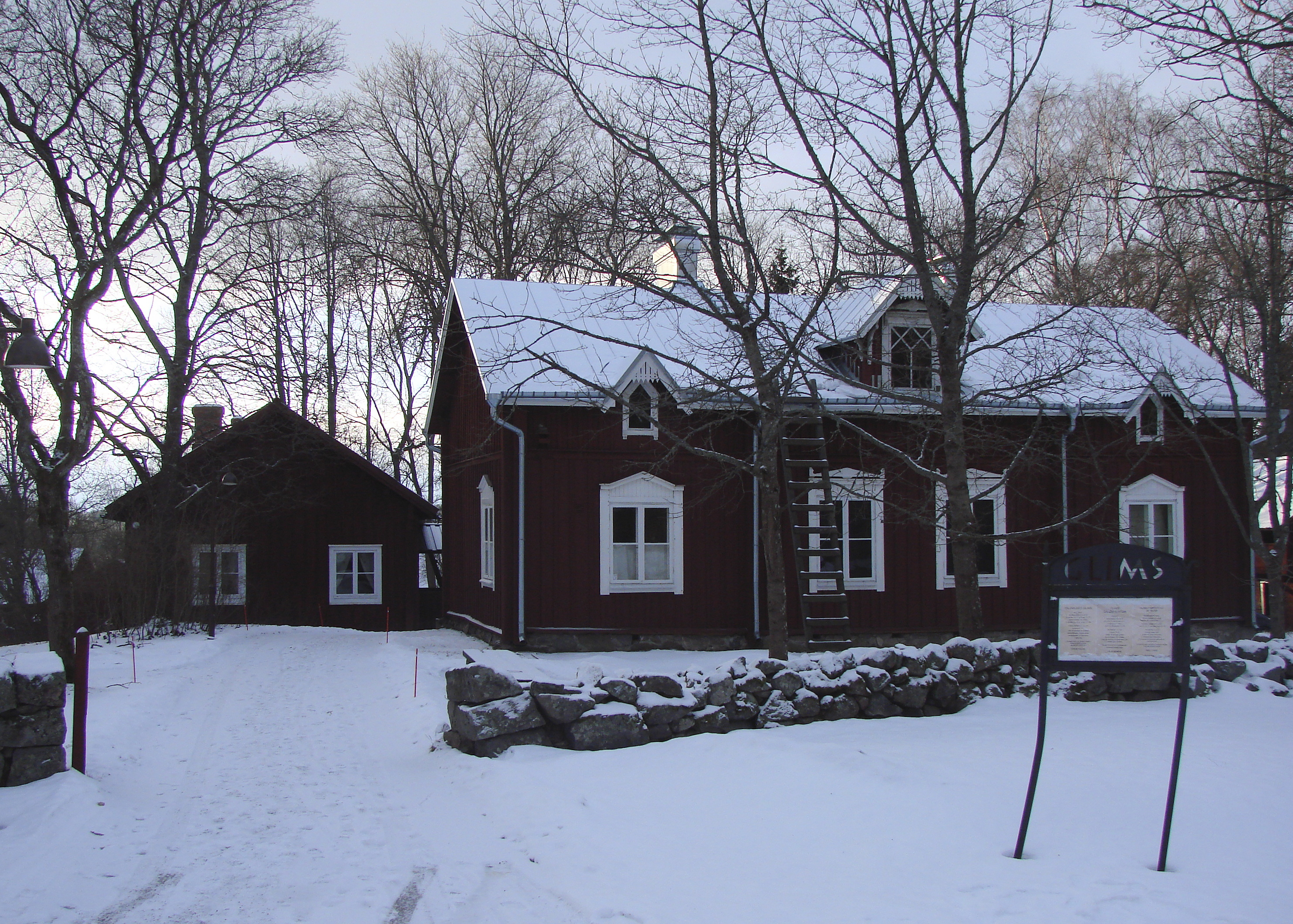
Le musée en hiver.
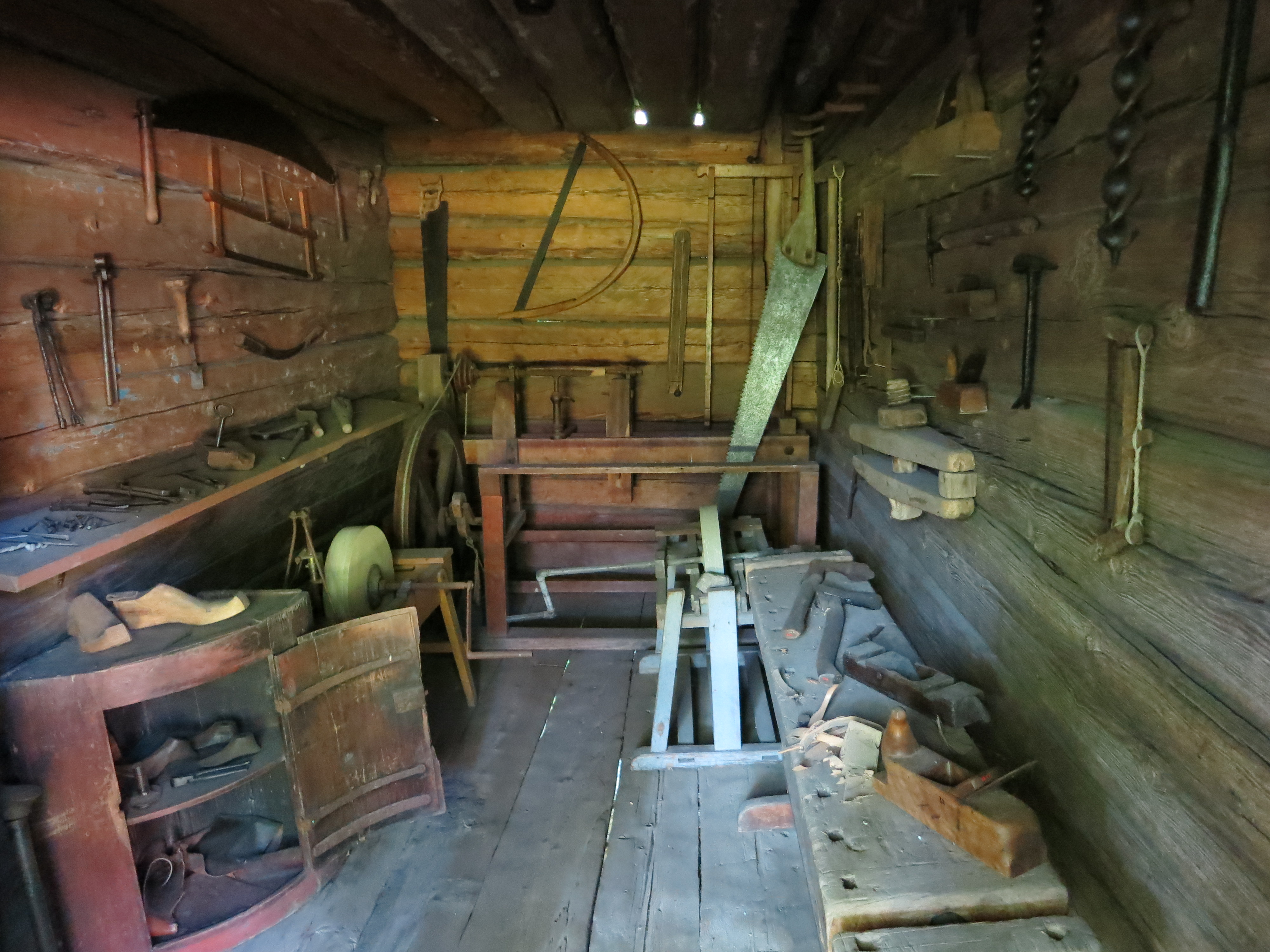
Outils de menuiserie.
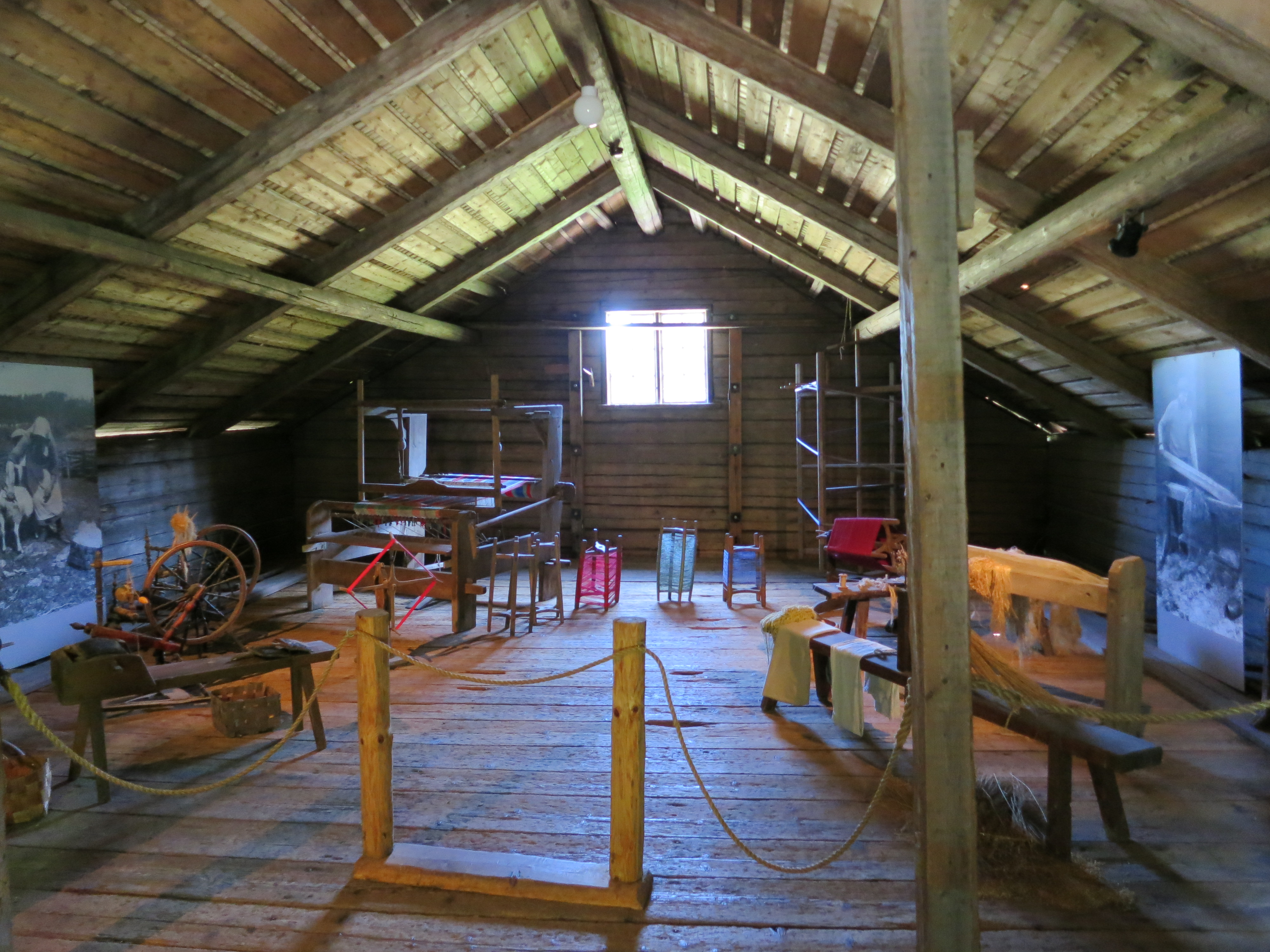
Outils utilisés pour la fabrication du lin
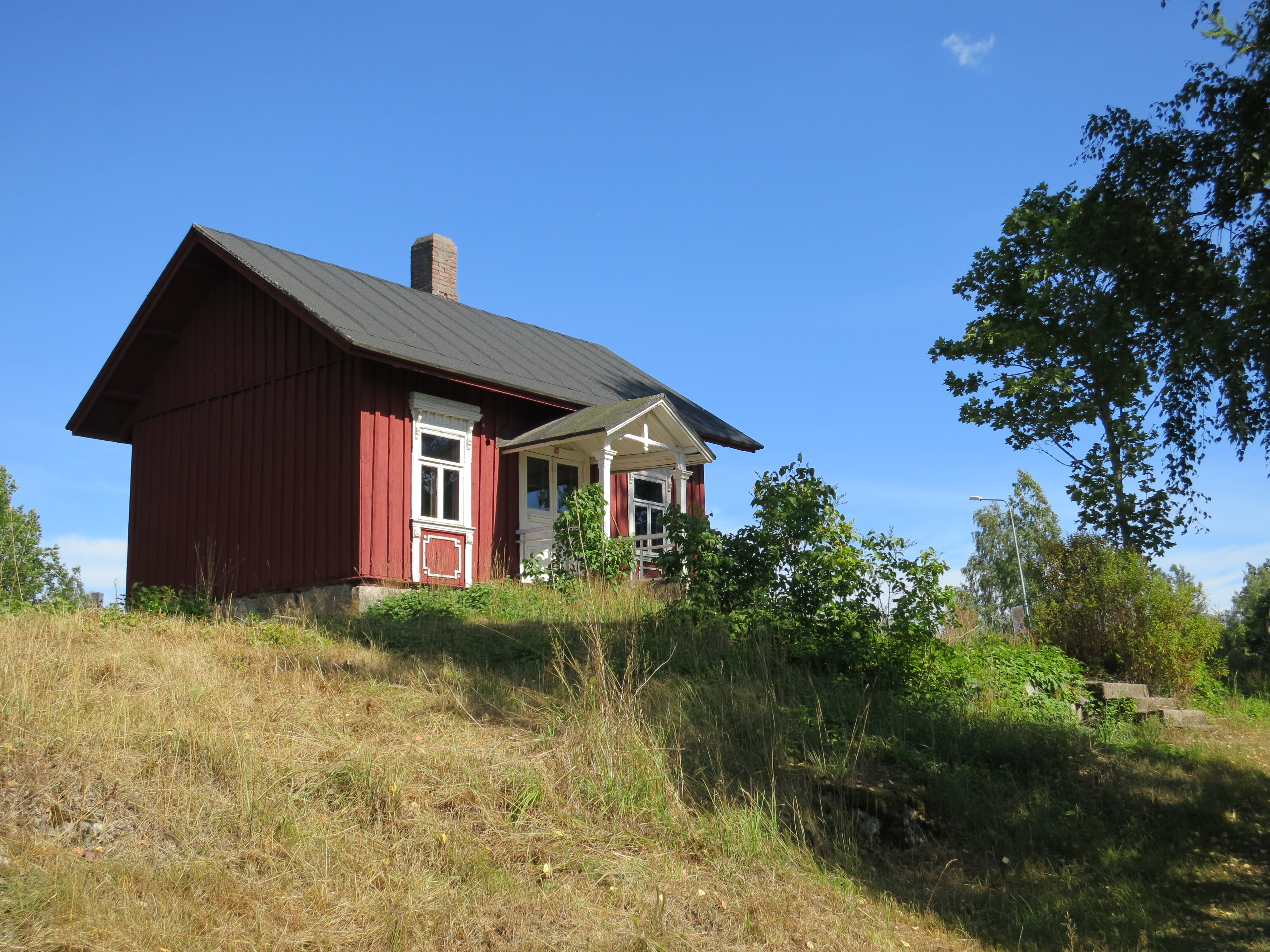
Chalet Tilkki-Vihtori.
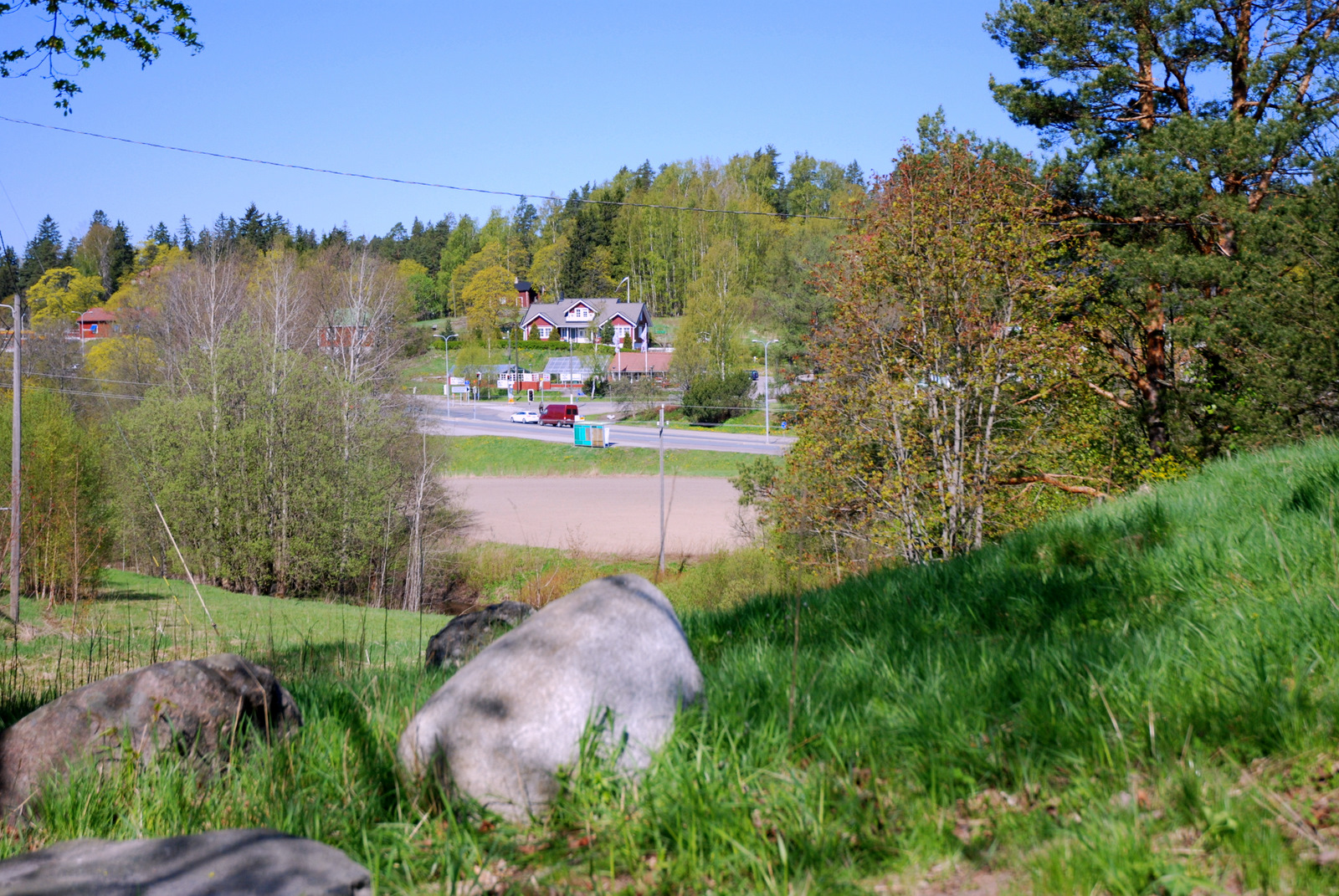
Vallée vue du musée.